# Molophilus bifalcatus
Molophilus bifalcatus là một loài ruồi trong họ Limoniidae. Chúng phân bố ở miền Australasia.